# Bobby T
Bobby T (* 5. September 1979 in Londonderry, Nordirland; eigentlich Erin Campaneris) ist ein irisches Model und eine Schauspielerin.

## Leben
Bobby T wurde als Erin Campaneris am 5. September 1979 im nordirischen Londonderry geboren. Sie ist die Tochter des ehemaligen kubanoamerikanischen Baseballspielers Bert Campaneris. Ihre Mutter war Evelyn Campaneris, die verstarb, als sie erst vier Jahre alt war. Daher wuchs sie bei Nonnen in Irland auf. Daneben verbrachte sie eine gewisse Zeit in Kuba, der Heimat ihres Vaters, und erhielt einen Teil ihrer Schulbildung in Japan. Sie ist die Mutter eines Sohnes. Der Vater ist der ehemalige US-amerikanische American-Football-Spieler Mark Sanchez. Seit 2022 befindet sie sich in einer Beziehung mit dem britischen Schauspieler Will Poulter.
Ab ihrem 15. Lebensjahr erhielt Bobby T erste Modelaufträge. 2008 wirkte sie in 15 Episoden des britischen Fernsehformats Deal or No Deal mit.
Als Theaterschauspielerin spielte sie unter anderen in Helen Hunts Stück Ride mit und war an Stücken des Upright Citizen Brigade Theater und des Original Comedy Store zu sehen. 2016 wirkte sie im Horrorfilm The Evil Ones – Die Verfluchten in der größeren Rolle der Michelle mit. Als beste Freundin der Hauptrolle Emily, dargestellt von Margaret Judson, wird sie beim Umzug in ein neues Haus Opfer eines Dämons.

## Filmografie (Auswahl)
- 2016: The Evil Ones – Die Verfluchten (Bornless Ones)